# Uruçuca
Uruçuca é um município brasileiro no litoral e sul do estado da Bahia. 
Em 2024, a população do município de Uruçuca foi estimada em 22 130 habitantes, segundo o Instituto Brasileiro de Geografia e Estatística (IBGE).

## História
O povoado Água Preta surgiu em 1906 através de famílias de fazendeiros que aqui chegaram. As  famílias Ferreiras, Barachos, Macaúbas construíram suas residências próximo ao rio que obtinha coloração escura dando o nome ao povoado.
Em 1933, o povo foi elevado a Distrito criado com a denominação de Água Preta, pelo Decreto Estadual n.º 8.678, de 13-10-1933, subordinado ao município de Ilhéus.
Assim permanecendo em divisões territoriais datadas de 31-XII-1936 e 31-XII-1937.
Pelo Decreto-lei Estadual n.º 141, de 31-12-1943, confirmado pelo Decreto Estadual n.º 12.978, de 01-06-1944, o distrito de Água Preta passou a denominar-se Uruçuca.
Em 1952 o distrito é elevado à categoria de município com a denominação de Uruçuca, pela Lei Estadual n.º 516, de 12-12-1952, desmembrado de Ilhéus. Sede no antigo distrito de Uruçuca. Constituído do distrito sede. Instalado em 07-04-1955.

## Turismo
O município se destaca por suas praias, entre elas a Praia da barra do rio Tujuípe, a Praia do Pompilho e a  Praia do Pé de Serra.
O município abriga o Parque Estadual da Serra do Conduru, que concentra a terceira maior biodiversidade do mundo,  a Área de Proteção Ambiental Itacaré/Serra Grande. Dentre as opções de lazer destacam-se a Cachoeira do Zé Maria e o Poço do Robalo, em uma região rodeada pela Mata Atlântica.

## Subdivisões

### Distritos
O município de Uruçuca tem dois distritos: Uruçuca (sede) e Serra Grande.

#### Serra Grande
Serra Grande é um distrito famoso pela beleza natural, belas paisagens, praias paradisíacas, por ter grande biodiversidade e por ser um ponto turístico importante do sul da Bahia.

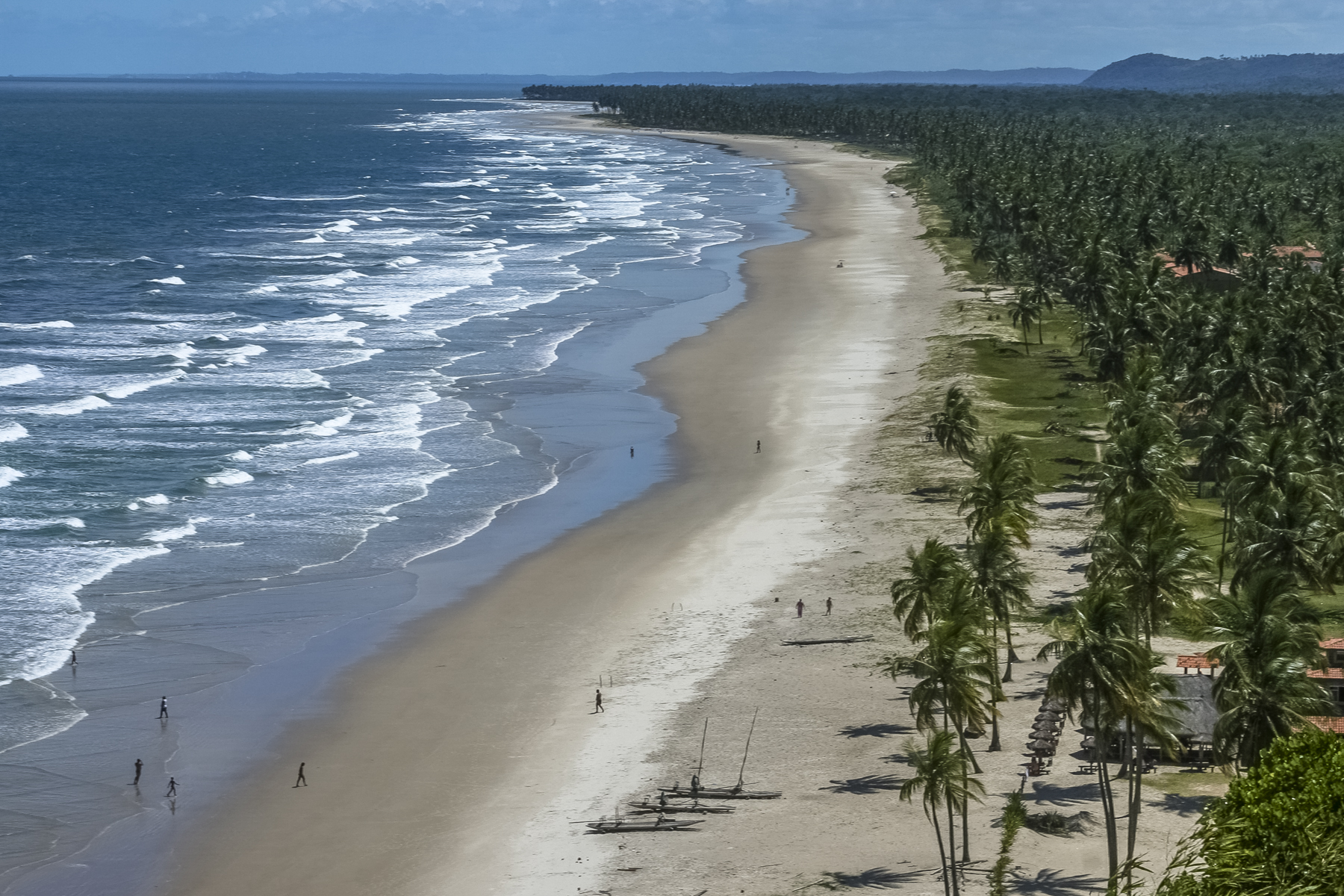
Praia do Sargi, distrito de Serra Grande